# Eurocopter EC130
L'Airbus Helicopters H130 est un hélicoptère léger civil et parapublic conçu et réalisé en France. Bien que doté d'un rotor anticouple type fenestron il fait partie de la famille des Aérospatiale AS350 Écureuil. Depuis le changement de dénomination sociale d'Airbus Helicopters, les EC130 sont désignés H130.

## Historique

### Développement
En 1986, les responsables d'Aérospatiale décidèrent de tester la validité d'emploi d'un fenestron greffé sur la cellule d'un AS350 B classique, le numéro 1013. Désormais nommé AS-350Z (ou parfois aussi AS-351), celui-ci fut surtout utilisé pour des essais en vol sous l'immatriculation provisoire F-WYMY. Finalement cette transformation demeura sans suite.
Cependant, dix ans plus tard, (en 1996), lorsque les ingénieurs décidèrent de donner un second souffle à la famille des Écureuil, l'idée leur revint d'y intégrer un fenestron. Originellement désigné AS350 B4, l'hélicoptère fut finalement renommé EC130 B4, plus conforme aux nouvelles désignations d'Airbus Helicopters.
Conservant le rotor principal, le système de transmissions et le turbomoteur Turbomeca Arriel, le nouvel appareil fut pourtant largement modifié par rapport aux autres machines de la famille Écureuil, notamment en ce qui concerne l'esthétique. En effet, les patins furent modifiés, le cockpit entièrement repensé, et même la verrière était nouvelle. C'est dans cette configuration que l'EC130 Super Écureuil réalisa son premier vol en juin 1999.
À cette époque, cet hélicoptère était un des premiers dans son segment à être doté, de série, du système FADEC. À l'instar de ses deux principaux rivaux lors de son entrée sur le marché en 2001, l'AgustaWestland AW.119 Koala anglo-italien et le Bell 407 américain, l'EC130 est prévu pour accueillir entre cinq et sept passagers.
Début 2011, Airbus Helicopters a présenté l'EC130 T2, une version plus lourdement motorisée de son hélicoptère. Doté d'un turbomoteur Arriel 2D, il dispose au décollage d'une puissance de 952 chevaux. Le premier vol de cette version a eu lieu cette même année, tandis que les premières livraisons commençaient en 2012.

### Utilisation
Destiné prioritairement au marché aéronautique civil, notamment en lien avec l'aviation d'affaires, l'Airbus Helicopters EC130 est disponible aussi auprès de clients dits parapublics : missions d'évacuations sanitaires, de lutte contre les feux de forêts au moyen d'un Bambi bucket, de police, ou encore de travail aérien. Pour les missions de surveillance aéroportée, ces hélicoptères peuvent disposer d'une avionique adaptée incluant un puissant phare directionnel, un système électro-optique, voire des jumelles de vision nocturne.

## Versions
- EC130 B4, désignation donnée à la version de base dotée d'un turbomoteur Arriel 2B1.
- EC130 T2, désignation donnée à la version améliorée dotée d'un turbomoteur Arriel 2D.

## Opérateurs

### Opérateurs privés
Des Airbus Helicopters EC130 volent auprès d'opérateurs privés en Allemagne, en  Australie, au Bangladesh, au Brésil, au Canada, en Croatie, aux États-Unis, en France, en Irlande, à Monaco, en Nouvelle-Zélande, aux Pays-Bas, en Pologne, au Portugal, aux Philippines, en Suisse chez Héli-Alps (HB-ZIN).[Quand ?]

### Opérateurs parapublics

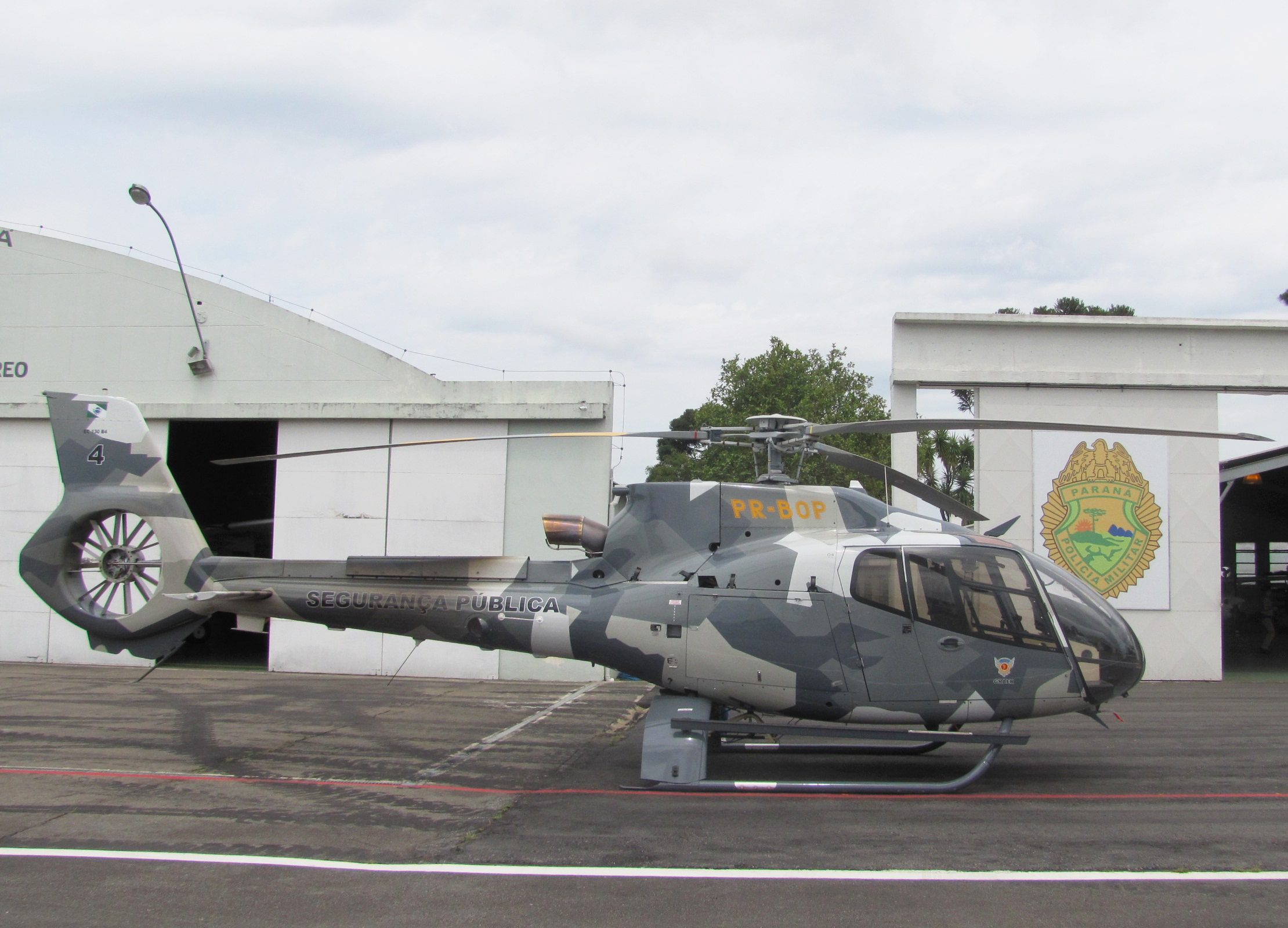
Airbus Helicopters H130 de la police de l'État du Paraná au Brésil.

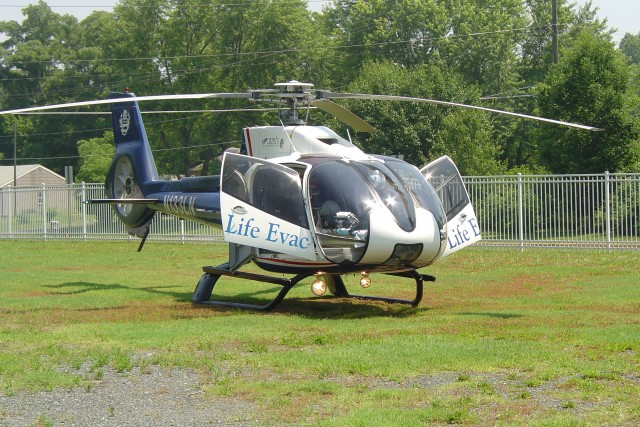
Airbus Helicopters H130 de l'unité américaine d'évacuation sanitaire Life Evac.

#### Services de police et de sécurité publique
Brésil
- Police de l'État du Paraná[8].

 États-Unis
- Bureau du Shériff du Comté de Broward, Floride[9].
- Bureau du Shériff de Long Beach, Californie[10].

#### Services de secours
Afrique du Sud
- South African Red Cross Air Mercy Service (en)[11].

 États-Unis
- Hôpital de Saint-Louis, Missouri[12].
- Unité d'évacuation sanitaire Air Methodes[13].
- Unité d'évacuation sanitaire HealthNet Aeromedical Services[14].
- Unité d'évacuation sanitaire Hospital Wing[15].
- Unité d'évacuation sanitaire Life Evac[16].
- Unité d'évacuation sanitaire Life Net[17].
- Unité d'évacuation sanitaire Vanderbilt LifeFlight[18].

 France
- Unité de secours en montagne, société Héli-Sécurité[19].

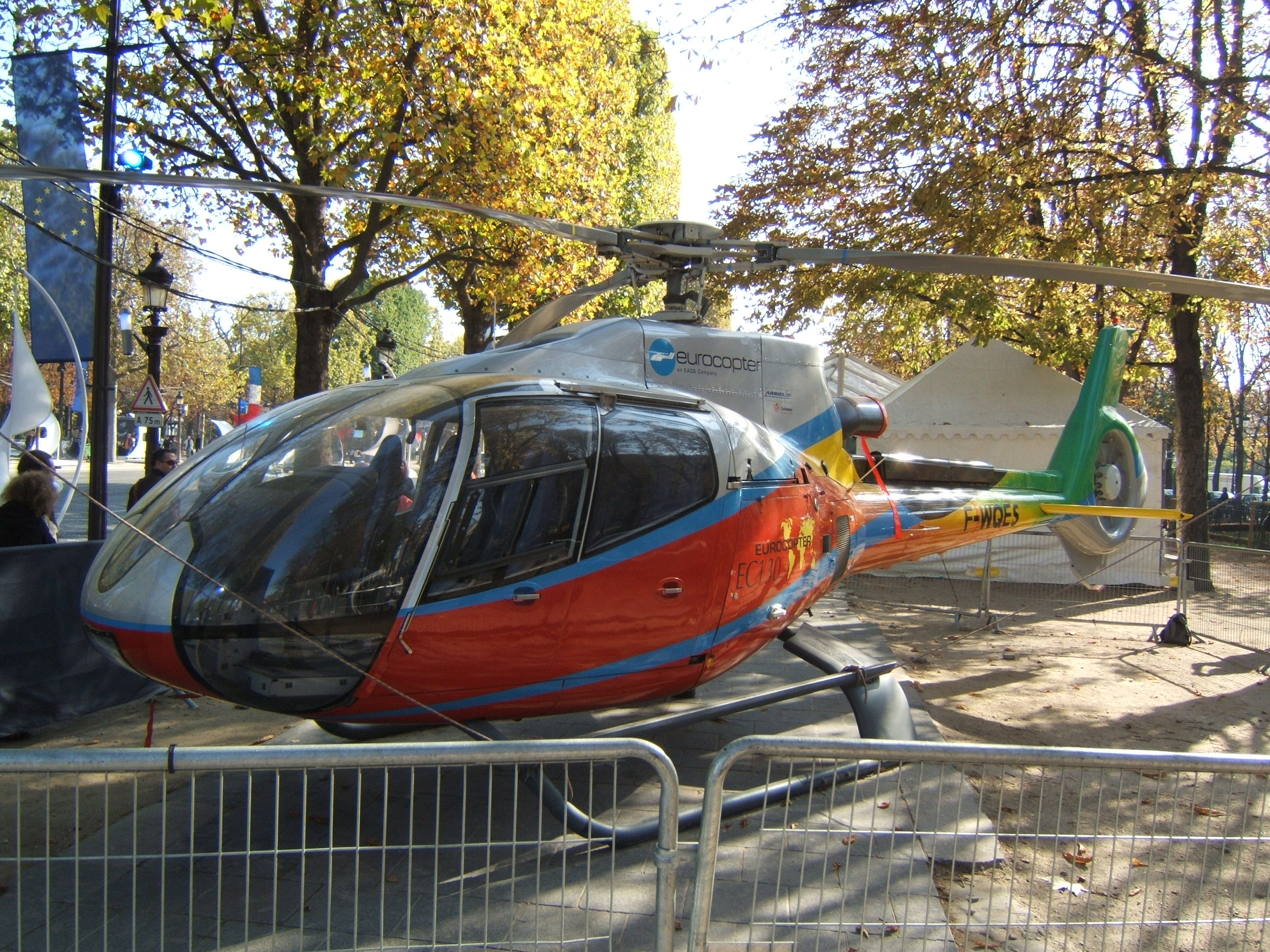
Airbus Helicopters H130 immatriculé F-WQES présenté à Paris en 2008.

- Unité d'évacuation sanitaire